# Bruno Torpigliani
Bruno Torpigliani (15 avril 1915 - 2 mai 1995) est un prélat italien de l'Église catholique qui a travaillé au service diplomatique du Saint-Siège. Il est nommé archevêque en 1964 et est nonce apostolique dans plusieurs pays, dont les Philippines (en) pendant 17 ans.

## Biographie
Bruno Torpigliani est né le 15 avril 1915 dans la ville de Montecontieri, près d'Asciano, en Italie, fils de Francesco Torpigliani et Laura Landi. Il est ordonné prêtre du diocèse d'Arezzo le 24 octobre 1937. Il est affecté à la paroisse de sa ville natale et enseigne à l'Institut technique Marconi d'Asciano.
Pour se préparer à une carrière diplomatique, il entre à l'Académie pontificale ecclésiastique en 1944. Il obtient également un doctorat en théologie et en droit canonique.
Il rejoint le service diplomatique du Saint-Siège en 1946, commençant dans les bureaux de la Secrétariat d'État, puis remplissant des missions en Colombie (en) de 1948 à 1951, au Pérou (en) pendant un an, puis au Secrétariat de 1952 à 1960, et enfin à Londres de 1960 à 1964
Le 1er septembre 1964, le pape Jean XXIII le nomme archevêque titulaire de Malliana et nonce apostolique au Salvador et au Guatemala (en). Il reçoit sa consécration épiscopale le 25 octobre 1964 des mains du cardinal Amleto Cicognani avec comme co-consécrateurs Antonio Samorè et Telesforo Giovanni Cioli (de).
Le 3 août 1968, le pape Paul VI le nomme nonce apostolique au Zaïre (en) (République démocratique du Congo).
Le 6 juin 1973, le pape Paul le nomme nonce apostolique aux Philippines (en). Il se range parfois du côté du régime de Marcos et est rabroué par les évêques philippins. Il prend sa retraite dix-sept ans plus tard, en avril 1990, à l'âge de 75 ans. Son successeur en tant que nonce aux Philippines, Gian Vincenzo Moreni (en), est nommé le 8 septembre 1990. Il décède à Asciano le 3 mai 1995,.

## Succession apostolique
Bruno Torpigliani a ordonné les évêques suivants :
- Évêque José Eduardo Alvarez Ramírez (de), C.M. (1966)
- Archevêque Próspero Penados del Barrio (es) (1966)
- Évêque Juan José Gerardi Conedera (1967)
- Évêque James Richard Ham (en), M.M. (1968)
- Évêque José Ramiro Pellecer Samayoa (de) (1968)
- Évêque Luis Mario Martínez de Lejarza Valle (de), S.J. (1968)
- Évêque Gustave Olombe Atelumbu Musilamu (de) (1969)
- Évêque Emmanuel Marcel Mbikanye (de), O.P. (1971)
- Évêque Jérôme Nday Kanyangu Lukundwe (1971)
- Évêque Antoine Mayala ma Mpangu (de) (1971)
- Évêque Ambroise Uma Arakayo Amabe (de) (1972)
- Évêque Cirilo Almario (en) (1973)
- Évêque Simeon O. Valerio (de), S.V.D. (1974)
- Archevêque Onesimo Cadiz Gordoncillo (1974)
- Évêque Ricardo Pido Tancinco (de) (1974)
- Cardinal Gaudencio Borbon Rosales (1974)
- Archevêque Alberto Jover Piamonte (de) (1975)
- Évêque Angel Hobayan (de) (1975)
- Archevêque Fernando Capalla (de) (1975)
- Évêque Ireneo A. Amantillo (de), C.Ss.R. (1976)
- Archevêque Oscar Cruz (en) (1976)
- Évêque Sincero Barcenilla Lucero (1977)
- Archevêque Leonardo Legaspi (en), O.P. (1977)
- Évêque Protacio Gungon (de) (1977)
- Évêque Nestor Celestial Cariño (de) (1978)
- Archevêque Edmundo Abaya (de) (1979)
- Évêque Salvador Quizon (de) (1979)
- Évêque Ruben Profugo (de) (1979)
- Évêque George Eli Dion, O.M.I. (1980)
- Évêque Jesus Aputen Cabrera (de) (1980)
- Évêque Sofio Guinto Balce (de) (1980)
- Archevêque Angel Lagdameo (en) (1980)
- Cardinal Orlando Beltran Quevedo, O.M.I. (1980)
- Évêque Leoncio Leviste Lat (de) (1981)
- Évêque Wilfredo Manlapaz (de) (1981)
- Évêque Gabriel Villaruz Reyes (de) (1981)
- Évêque Filomeno Gonzales Bactol (de) (1981)
- Évêque Cesar Raval (de), S.V.D. (1982)
- Évêque Ramon B. Villena (de) (1982)
- Évêque Ciceron Santa Maria Tumbocon (1982)
- Évêque Antonio Realubin Tobias (de) (1983)
- Évêque Teodoro Buhain (en) (1983)
- Évêque Raul José Quimpo Martirez (de) (1983)
- Évêque Vicente C. Manuel (de), S.V.D. (1983)
- Évêque Francisco San Diego (en) (1983)
- Archevêque Diosdado Aenlle Talamayan (de) (1984)
- Évêque Teodoro Bacani Jr. (en) (1984)
- Évêque Florentino Ferrer Cinense (de) (1984)
- Évêque Emilio Marquez (de) (1985)
- Évêque Juan de Dios Mataflorida Pueblos (de) (1985)
- Évêque Deogracias Iñiguez (de) (1985)
- Évêque Patricio Maqui Lopez (1985)
- Évêque Severino Pelayo (de) (1986)
- Archevêque Ernesto Salgado (en) (1987)
- Évêque Leonardo Yuzon Medroso (de) (1987)
- Évêque Jesus Castro Galang (de) (1987)
- Évêque Leo M. Drona (en), S.D.B. (1987)
- Évêque Jose Ricare Manguiran (de) (1987)
- Évêque Sebastian Acol Dalis (de) (1988)
- Archevêque Romulo Tolentino de la Cruz (de) (1988)
- Évêque Alfredo Banluta Baquial (1988)
- Évêque Vicente Salgado y Garrucho (de) (1988)
- Évêque Prospero Nale Arellano (de) (1990)
- Évêque Antonio Racelis Rañola (de) (1990)
- Évêque Emilio Bataclan (en) (1990)